# 瓦伊拉盧佩科柳山
17°47′9″S 69°1′20″W / 17.78583°S 69.02222°W
瓦伊拉盧佩科柳山（Wayra Lupi Qullu），是玻利維亞的山峰，位於該國西部拉巴斯省的帕卡赫斯省，屬於安第斯山脈的一部分，該山峰海拔高度4,732米。